# Koninklijk Fanfarekorps Wilhelmina

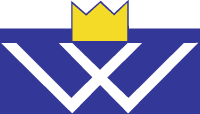
Logo Koninklijk Fanfarekorps Wilhelmina

Koninklijk Fanfarekorps Wilhelmina is een bij de KNFM aangesloten muziekvereniging uit Heerde. De vereniging telt circa 80 leden die muziek maken in de fanfare, de percussiegroep en het opleidingsorkest. Het fanfareorkest komt uit in de Eerste Divisie.

## Geschiedenis

### Oprichting
De vereniging is opgericht in 1898 ter ere van de troonbestijging van koningin Wilhelmina. Initiatiefnemers waren de heren Hofs en Zimmerman. Om de net opgerichte vereniging van muziekinstrumenten te voorzien, werden veertig aandelen van fl. 10,- uitgeven. De vereniging bestond in die tijd uit 14 leden: 12 koperblazers en 2 slagwerkers. De eerste repetities werden gehouden in de Nederlands Hervormde Kerk. Later werd gerepeteerd respectievelijk in zaal Koetzier en het Dorpshuis Heerde.

### Predicaat Koninklijk
In 1952 ontving Wilhelmina officieel het predicaat Koninklijk. Daarmee was ze de eerste vereniging in Heerde die deze eer te beurt viel.

### Hoogtepunten
Begin jaren negentig van de vorige eeuw beleefde de vereniging verschillende hoogtepunten in haar bestaan. Zo werd in 1989 en 1993 deelgenomen aan het grootste Wereld Muziek Concours in Kerkrade. En na afloop van de KNF Topconcoursen van 1990 en 1991 mocht Wilhelmina zich landskampioen in de sectie Fanfare noemen. Sinds het jublieumjaar 1998 legt de vereniging zich meer toe op het organiseren van grootschalige evenementen zoals The Night of the Music en Veluwe aMUzant. Dit laatste concert wordt een keer per twee jaar georganiseerd op het Heerderstrand.

## Muziekopleiding
Wilhelmina heeft de opleiding van muzikanten lange tijd in handen gelegd van de muzikaal leider van de fanfare. Verschillende dirigenten gaven les in het repetitegebouw of in de muziektent op het Van Meurspark te Heerde. Begin jaren tachtig werd de muziekopleiding overgedragen aan de toenmalige Muziekschool Noord Oost Veluwe. In 2004 werd de eerste stap gezet om de opleiding weer in eigen beheer vorm te geven. Eigen docenten werden aangetrokken voor het geven van saxofoon-, slagwerk- en hoornles. Sinds 2011 is de opleiding weer volledig binnen de vereniging belegd.

## Muzikale leiding
| Van  | Tot   | Naam             |
| ---- | ----- | ---------------- |
| 1898 | 1923  | B.L. Zimmerman   |
| 1923 | 1930  | H. van Hoorn     |
| 1930 | 1937  | C. Nieuwenhuis   |
| 1937 | 1940  | H.D. van Voorst  |
| 1940 | 1943  | G.J. Oosterlaar  |
| 1943 | 1979  | C. Oling         |
| 1979 | 2004  | B. van den Brink |
| 2004 | 2009  | A. Span          |
| 2009 | 2011  | J. Nijholt       |
| 2011 | 2019  | S. Soepboer      |
| 2019 | heden | G. Kralt         |